# Nelson Mandela Bay Stadium
Ne doit pas être confondu avec Stade Nelson-Mandela.
Le  Nelson Mandela Bay Stadium  ou stade de Nelson Mandela Bay est un stade situé à Port Elizabeth, en Afrique du Sud dans la métropole Nelson Mandela.
Consacré principalement au football, il peut servir aussi pour le rugby à XV. Il se trouve à deux kilomètres de la côte de l'Océan Indien. Son nom n'a pas été directement donné en l'honneur de Nelson Mandela, mais est le nom de la métropole de l'agglomération de Port Elizabeth-Uitenhage-Despatch. Cette dernière a été nommée Nelson Mandela Bay en hommage à l'ancien président sud-africain.
Le Nelson Mandela Bay Stadium a une capacité de 48 459 et il dispose de 45 suites de luxe.

## Histoire
Retenu pour accueillir la coupe du monde de football de 2010, son inauguration a eu lieu le 7 juin 2009.

## Événements
- Tournée de l'équipe des Lions britanniques et irlandais de rugby à XV en 2009 (match 6), 16 juin 2009
- Eastern Cape Premier’s Cup, 4 juillet 2009
- Coupe du monde de football de 2010
- Étape sud-africaine de l'IRB Sevens World Series depuis 2011-2012 (en décembre)
- Coupe d'Afrique des nations de football 2013

### Coupe du monde de football 2010
- Corée du Sud  2 - 0  Grèce
- Côte d'Ivoire  0 - 0  Portugal
- Allemagne  0 - 1  Serbie
- Chili  1 - 0  Suisse
- Slovénie  0 - 1  Angleterre
- Huitième de finale : Uruguay  2 - 1  Corée du Sud
- Quart de finale : Pays-Bas  2 - 1  Brésil
- Match pour la troisième place :  Allemagne  3 - 2  Uruguay

## Galerie

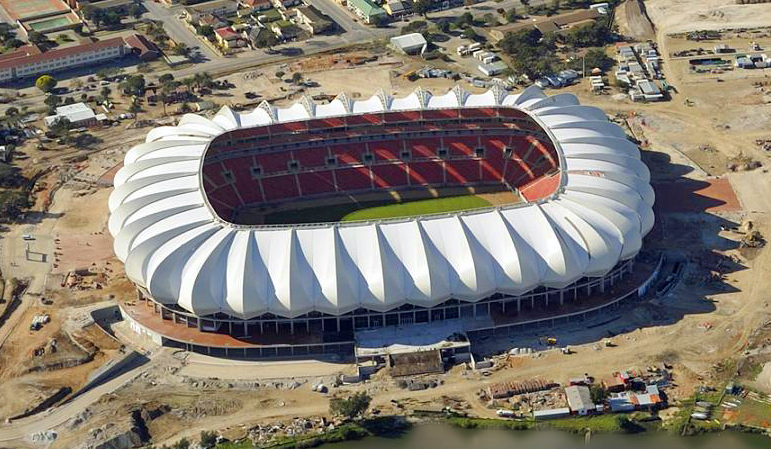
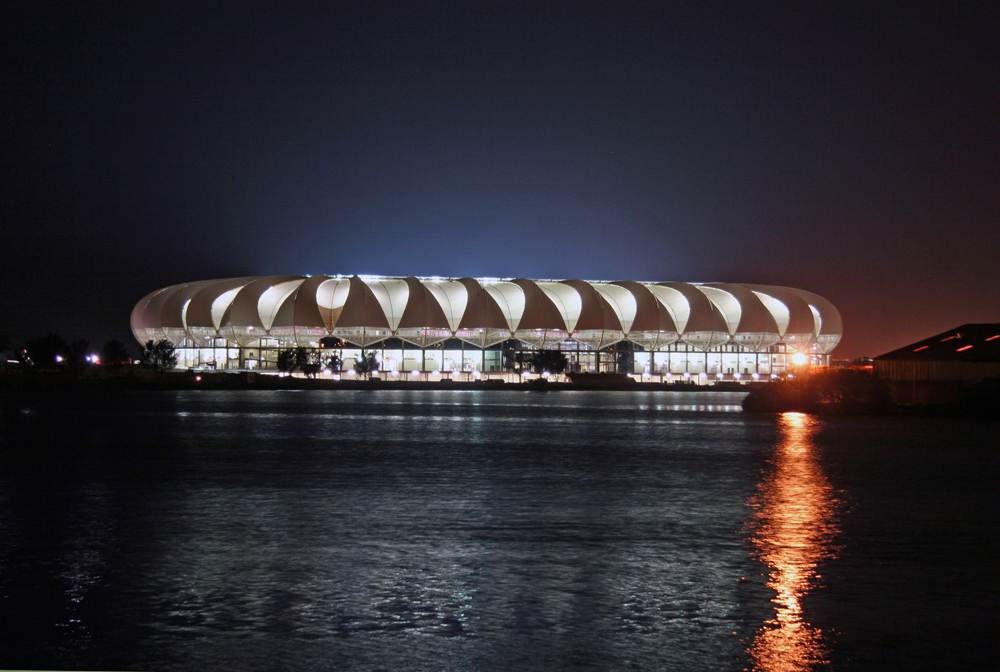